# Yi Seong-bok
Pour les articles homonymes, voir Lee.
Yi Seong-bok (hangeul : 이성복) est un poète sud-coréen né le 4 juin 1952 à Sangju dans la province du Gyeongsangbuk-do. 

## Biographie
Yi Seong-bok est né le 4 juin 1952 à Sangju dans la province du Gyeongsangbuk-do. Il a obtenu l'équivalent d'une maîtrise en art à l'université nationale de Séoul avant d'obtenir un doctorat en littérature française dans la même université. Il a enseigné la création littéraire à l'université Keimyung à Daegu,.

## Œuvre
Yi Seong-bok évoque dans sa poésie des événements et des paysages dont l'interprétation peut être réalisée de plusieurs manières. Kim Hyeon a déclaré au sujet de sa poésie : « Dans chaque poème, il élargit considérablement l'éventail des interprétations pour permettre aux lecteurs de s'interroger longuement, à la fois sur lui-même en tant que personne mais aussi en tant que membre d'un collectif ». 
Il a attiré l'attention du public avec sa poésie imaginative et métissée qui comporte des influences européennes, dont Baudelaire, Kafka et Nietzsche. À travers ses poésies, il s'en prend notamment à la corruption des politiques, à l'hypocrisie et aux perversions du monde moderne.
Sa poésie suggère que toutes les choses existent les unes par rapport aux autres et qu'il n'y a pas d'acte isolé. Toutes les relations binaires, le collectif face à l'individuel, le social par rapport à l'existentiel, ne sont qu'un. Mais sa poésie ne nie pas pour autant l'opposition elle-même. Au contraire, grâce à ces distinctions, son monde poétique se lit de manière dynamique, et représente un appel au dépassement de la douleur avec la force acquise par l'intersection des sens des catégories opposées. 

## Récompenses
- 1982 : Prix Kim Soo-young pour Quand la pierre qui roule s’éveillera-t-elle ?[2],[1]
- 1989 : Prix de poésie Sowol pour Ah, les choses sans bouche[2],[1]
- 2004 : Prix Daesan pour Ah, les choses sans bouche
- 2007 : Prix de littérature contemporaine (Hyundae Munhak)
- 2014 : Prix de poésie Yi Yuk-sa pour Reyeo-eabandara